# Jejomar Binay
Jesús José Binay y Cabauatan (11 de noviembre de 1942), también conocido como Jejomar Binay o Jojo Binay, es un político filipino vicepresidente del Gobierno de Filipinas desde 2010 a 2016. Anteriormente, fue alcalde de ciudad de Makati entre 1986 y 1998 y nuevamente entre 2001 y 2010. Fue también el presidente de la United Opposition (UNO) y del Partido Democrático Filipino.